# Chrysuronia
Chrysuronia es un género de aves apodiformes de la familia Trochilidae —los colibríes— que agrupa a numerosas especies nativas de la América tropical (Neotrópico), cuyas áreas de distribución se encuentran entre Costa Rica, por el este de América Central y en América del Sur, hacia el sur hasta el centro de Bolivia, noreste de Argentina y sur de Brasil. El género era monotípico, conteniendo únicamente la especie tipo Chrysuronia oenone hasta que tres especies anteriormente en el género Amazilia, dos en Hylocharis y las tres pertenecientes a Lepidopyga fueron transferidas al presente como resultados de estudios  filogenéticos. A sus miembros se les conoce por el nombre común de amazilias, zafiros o colibríes.

## Sistemática
El género Chrysuronia fue propuesto por el zoólogo francés Charles Lucien Bonaparte en 1850, la especie tipo subsecuentemente designada es Ornismya oenone, actualmente Chrysuronia oenone.

### Etimología
El nombre genérico femenino Chrysuronia es un acrónimo de los nombres específicos de Ornismya "chrysura" Lesson, 1832 con Ornismya "oenone".

### Taxonomía
Los estudios filogenéticos de McGuire et al. (2014) demonstraron que las especies entonces en el género Amazilia A. versicolor, A. brevirostris y A. leucogaster, las especies en Hylocharis H. grayi y H. humboldtii y las especies entonces en Lepidopyga L. goudoti, L. coeruleogularis y L. lilliae formaban un clado con Chrysuronia oenone, a pesar de que este clado proporciona la discordancia más extrema entre los datos genéticos y las características del plumaje. En la clasificación propuesta para resolver esta situación Stiles et al. (2017) propusieron la ampliación de Chrysuronia, que tenía prioridad sobre los otros, para albergar las ocho especies; lo que fue reconocido por el por el Comité de Clasificación de Sudamérica (SACC) en la Propuesta N.º 781, y por el Comité de Clasificación de Norte y Mesoamérica (N&MACC) en la Propuesta No 2020-A-03.
La especie Amazilia boucardi, endémica de Costa Rica, y que no fue incluida en el estudio de McGuire et al. (2014) permaneció en Amazilia hasta que un estudio filogenético más reciente, de 2024, demostró que se encuentra embutida dentro del Chrysuronia ampliado, siendo pariente más próxima de C. coeruleogularis. La transferencia para el presente género fue reconocida por el N&MACC en la Propuesta 2024-C-7.

## Lista de especies
Según las clasificaciones del Congreso Ornitológico Internacional (IOC) y Clements Checklist/eBird, el género agrupa a las siguientes especies con el respectivo nombre popular de acuerdo con la Sociedad Española de Ornitología (SEO):
| Imagen | Nombre científico           | Autor                       | Nombre común          | Estado de conservación | Distribución |
| ------ | --------------------------- | --------------------------- | --------------------- | ---------------------- | ------------ |
|        | Chrysuronia versicolor      | (Vieillot), 1818            | amazilia versicolor   | LC                     |              |
|        | Chrysuronia goudoti         | (Bourcier), 1843            | colibrí de Goudot     | LC                     |              |
|        | Chrysuronia oenone          | (Lesson), 1832              | zafiro colidorado     | LC                     |              |
|        | Chrysuronia coeruleogularis | (Gould), 1851               | colibrí gorgizafiro   | LC                     |              |
|        | Chrysuronia boucardi        | (Mulsant), 1877             | amazilia de manglar   | EN                     |              |
|        | Chrysuronia lilliae         | (Stone), 1917               | colibrí ventrizafiro  | EN                     |              |
|        | Chrysuronia humboldtii      | (Bourcier & Mulsant), 1852  | Amazilia de Humboldt  | LC                     |              |
|        | Chrysuronia grayi           | (Delattre & Bourcier), 1846 | zafiro cabeciazul     | LC                     |              |
|        | Chrysuronia brevirostris    | (Lesson), 1830              | amazilia pechiblanca  | LC                     |              |
|        | Chrysuronia leucogaster     | (Gmelin), 1788              | amazilia ventriblanca | LC                     |              |